# Fernando Teixeira dos Santos
Fernando Teixeira dos Santos GCC • GOIH (Maia, Moreira, 13 de setembro de 1951) é um professor de Economia português. Foi Ministro das Finanças entre 2005 e 2011.

## Habilitações
- Licenciatura em Economia pela Faculdade de Economia da Universidade do Porto, 1973.
- PhD em Economia pela Universidade da Carolina do Sul, Estados Unidos, 1985.
  - Dissertação de doutoramento: "Three Essays on Portuguese Monetary Economics", 1985.
  - Equivalência ao grau de Doutor em Economia, Faculdade de Economia da Universidade do Porto, 1986.

## Experiência Profissional
- 1973 a 1975, assistente eventual da Faculdade de Economia da Universidade do Porto
- 1975 a 1985, assistente da Faculdade de Economia da Un iversidade do Porto.
- 1986 a 1991, professor auxiliar da Faculdade de Economia da Universidade do Porto.
- 1986 a 1988, responsável pela direcção do Curso de Mestrado em Economia
- 1987 a 1989, consultor da Comissão de Coordenação da Região Norte.
- 1987 a 1995, professor convidado do Centro Regional do Porto da Universidade Católica
- 1988 a 1989, vice-presidente do Conselho Científico.
- 1989 a 1990, professor visitante da Universidade da Carolina do Sul.
- 1991 a 1995, professor associado da Faculdade de Economia da Universidade do Porto.
- 1992 a 1995, presidente do Conselho Científico da Faculdade de Economia da Universidade do Porto e vice-presidente do Conselho Directivo daquela Faculdade.
- 1993 a 1995, professor do Instituto Superior de Estudos Financeiros e Fiscais.
- Março 2000 a Julho de 2005, presidente do Conselho Directivo da Comissão do Mercado de Valores Mobiliários (CMVM):
- 2000 a 2004, presidente do Comité Executivo da Organização Internacional das Comissões de Valores (IOSCO);
- 2003 a 2005, presidente do Grupo de Peritos do Comité Europeu de Reguladores de Valores Mobiliários (CESR) encarregado de elaborar o parecer para a Comissão Europeia enunciando as medidas necessárias para implementação da Directiva dos Prospectos;
- 2004 a 2005, presidente do Comité Regional Europeu da IOSCO.

- Em 2011, regressou à Faculdade de Economia da Universidade do Porto onde lecionou as unidades letivas "Economia Portuguesa e Europeia" e "Políticas Macroeconómicas".
- Julho 2016 a novembro de 2020: Presidente da Comissão Executiva do Banco BIC Português, SA.

### Funções governamentais exercidas
- De 1995-10-30 até 1999-10-25: Secretário de Estado do Tesouro e Finanças do XIII Governo Constitucional
- Desde 2005-07-21 até 2009-10-25: Ministro das Finanças e de Estado do XVII Governo Constitucional
- De 2009-07-02 até 2009-10-25: Ministro da Economia e da Inovação do XVII Governo Constitucional
- Desde 2009-10-26 até 2011-06-21: Ministro de Estado e das Finanças do XVIII Governo Constitucional

No âmbito do processo das parcerias público-privadas (PPP) rodoviárias, no qual se investiga um alegado prejuízo para o Estado resultante das negociações dos contratos das subconcessões do setor rodoviário, ocorridas entre 2009 e 2010, Teixeira dos Santos e os antigos ministros das Obras públicas, Mário Lino e António Mendonça, não foram objeto de acusação pelos crimes de corrupção passiva, tráfico de influência e participação económica em negócio, uma vez que o Ministério Público, no seu despacho de encerramento do inquérito de 6 de dezembro de 2021, decidiu arquivar o inquérito quanto a estes ministros uma vez que concluiu que “não tiveram intervenção directa nos factos aqui em causa, nem resulta indiciada a intenção de qualquer um destes arguidos de obter, para si ou para terceiro, participação económica ilícita, nem a de lesar em negócio jurídico os interesses patrimoniais do Estado” [página 229]. Em junho de 2022, o Automóvel Club de Portugal requereu abertura de instrução no âmbito deste processo, pelo que o referido despacho de arquivamento ainda não transitou em julgado. 

## Menções e Prémios
- "Annual Departmental Award for Outstanding Academic Performance by a Graduate Student" para o ano lectivo de 1983/84, concedida pelo De-partamento de Economia da Universidade da Carolina do Sul, Abril de 1984.
- "Distinguished Alumnus Award" concedido pela 'Darla Moore School of Business', Universidade da Carolina do Sul, Maio de 1998.
- Grande-Oficial da Ordem do Infante D. Henrique, 28 de Junho de 2005.[3]
- Grã-Cruz da Ordem Militar de Nosso Senhor Jesus Cristo, 9 de Junho de 2015.[3]
- "Prémio Carreira FEP-2017", Faculdade de Economia do Porto, maio 2017.

## Vida pessoal
É casado com Maria Clementina Pereira Nunes.